# Carl Malamud
Pour les articles homonymes, voir Malamud.
Carl Malamud, né le 2 juillet 1959, est le fondateur d'Internet Multicasting Service. Dans cette organisation, il était responsable de créer la première station de radio Internet. Il a aussi fortement incité la SEC à mettre en ligne EDGAR, une base de données contenant de l'information sur les dépôts faits par les sociétés commerciales américaines. Également, il a créé Internet 1996 World Exposition.
Carl Malamud est l'auteur de huit livres, dont Exploring the Internet et A World's Fair. 
Il était un professeur invité au MIT Media Laboratory et est un ancien président du Internet Software Consortium. Il est aussi l'un des cofondateurs de Invisible Worlds, était membre du Center for American Progress et occupait un poste d'administrateur à la Mozilla Foundation,.
En 2006, il a défié la politique de gestion des documents sur Internet du Smithsonian,, convaincu CSPAN en 2007 d'appliquer une politique plus libérale sur les archives vidéos, et commencé en 2007 à publier des décisions judiciaires.
Il a aussi rédigé plusieurs ouvrages sur les premiers réseaux informatiques, tel Analyzing Novell Networks et DEC Networks and Architectures.
En 2009, il mène une campagne active, intitulée Yes We Scan en allusion au discours de campagne de Barack Obama, pour être nommé responsable du Bureau d'impression du gouvernement des États-Unis,